# Magyarország minisztériumainak listája
Magyarország minisztériumai azon központi állami szervek összessége, amelyeket Magyarország kormányának tagjai, a miniszterek vezetnek, és amelyeket Magyarország alaptörvényének 17. cikkelye sorol fel. A jelenleg hatályos jogszabályok 2022 májusában tizenkét önálló minisztériumot határoztak meg, ami 2023 augusztusára tizenháromra bővült az Európai Uniós Ügyek Minisztériumának létrehozásával, majd 2024 januárjára tizennégyre emelkedett a Közigazgatási és Területfejlesztési Minisztérium saját tárcára emelésével. További változás volt, hogy 2022 decemberében megszűnt a Technológiai és Ipari Minisztérium és létrejött az Energiaügyi Minisztérium, ám ez az intézmények számán nem változtatott.
A jelenlegi magyar minisztériumok egy része régmúltra tekint vissza, ilyen – az esetleges névváltoztatások ellenére – az Agrár-, a Belügy, a Külgazdasági és Külügy és a Pénzügyminisztérium, valamint a Honvédelmi és az Igazságügyi Minisztérium is. Más egységek 2010 után, a második Orbán-kormányt követő időszakban, illetve a 2022-es választásokat követően a jelenlegi, ötödik Orbán-kormány alatt jöttek létre. Ilyen a Miniszterelnökség és a Miniszterelnöki Kabinetiroda, továbbá az Energiaügyi, az Építési és Közlekedési, a Nemzetgazdasági és a Kulturális és Innovációs Minisztérium, valamint az előző bekezdésben már említett Közigazgatási és Területfejlesztési és az Európai Uniós Ügyek Minisztériuma.

## Magyarország minisztériumai
|     | Minisztérium                                                                                       | Székhelye                                     | Vezetője                                                               | Főbb feladatai |
| --- | -------------------------------------------------------------------------------------------------- | --------------------------------------------- | ---------------------------------------------------------------------- | --- |
| 1.  | Agrárminisztérium                                                                                  | 1055 Budapest, Kossuth Lajos tér 11.          | Dr. Nagy István (agrárminiszter)                                       | - agrárpolitika - mezőgazdaság és vidékfejlesztés - élelmiszerlánc-felügyelet - erdők és földügyek - természetvédelem                                                                        |
| 2.  | Belügyminisztérium                                                                                 | 1051 Budapest, József Attila utca 2-4.        | dr. Pintér Sándor (belügyminiszter)                                    | - közbiztonság és a belső rend - a polgári titkosszolgálatok felügyelete - tűzvédelem, polgári védelem, katasztrófavédelem - idegenrendészet és menekültügy - egészségügy - köznevelés       |
| 3.  | Energiaügyi Minisztérium                                                                           | 1117 Budapest, Október huszonharmadika u. 18. | Lantos Csaba (energiaügyi miniszter)                                   | - energiapolitika - hulladékgazdálkodás - környezetvédelem - nemzeti közműszolgáltatások |
| 4.  | Építési és Közlekedési Minisztérium                                                                | 1054 Budapest, Alkotmány utca 5.              | Lázár János (építési és közlekedési miniszter)                         | - építésgazdaság - állami beruházások felügyelete - településfejlesztés és rendezés - településkép védelme - közlekedésügyek                                                                 |
| 5.  | Európai Uniós Ügyek Minisztériuma                                                                  | 1051 Budapest, Arany János utca 25.           | dr. Bóka János (európai uniós ügyekért felelős miniszter)              | - az európai uniós ügyek koordinációja - irányítja Magyarország Európai Unió melletti Állandó Képviseletét                                                                                   |
| 6.  | Honvédelmi Minisztérium                                                                            | 1055 Budapest, Balaton utca 7-11.             | Szalay-Bobrovniczky Kristóf (honvédelmi miniszter)                     | - honvédelem és védelempolitika - katonadiplomácia - a Magyar Honvédség vezetése és megszervezése - sportpolitika és sportdiplomácia                                                         |
| 7.  | Igazságügyi Minisztérium                                                                           | 1051 Budapest, Nádor utca 22.                 | dr. Tuzson Bence (igazságügyi miniszter)                               | - igazságügy - választójogi és népszavazási szabályozások - áldozatsegítés - fogyasztóvédelem                                                                                                |
| 8.  | Közigazgatási és Területfejlesztési Minisztérium                                                   | 1054 Budapest, Akadémia utca 3.               | Dr. Navracsics Tibor (közigazgatási és terület- fejlesztési miniszter) | - közigazgatás fejlesztése - területfejlesztés - közbeszerzések koordinálása - az európai uniós források felhasználás                                                                        |
| 9.  | Kulturális és Innovációs Minisztérium                                                              | 1054 Budapest, Szemere utca 6.                | Hankó Balázs (kultúráért és innovációért felelős miniszter)            | - tudománypolitika - kultúrpolitika - szakképzés és felsőoktatás - család-, gyermek- és ifjúságpolitika - kulturális diplomácia                                                              |
| 10. | Külgazdasági és Külügy- minisztérium                                                               | 1027 Budapest, Bem rakpart 47.                | Szijjártó Péter (külgazdasági és külügyminiszter)                      | - külpolitika - külgazdasági ügyek - diplomácia - nemzetpolitika (csángó ügyek) - a paksi atomerőmű bővítése                                                                                 |
| 11. | Miniszterelnöki Kabinetiroda                                                                       | 1014 Budapest, Színház utca 1.                | Rogán Antal (a miniszterelnök kabinetfőnöke)                           | - általános politikai koordináció - kormányzati kommunikáció - turizmus, vendéglátás és országmárka fejlesztése - polgári nemzetbiztonsági szolgálatok és hírszerzési tevékenység irányítása |
| 12. | Miniszterelnökség                                                                                  | 1055 Budapest, Kossuth Lajos tér 2-4.         | dr. Gulyás Gergely (Miniszterelnökséget vezető miniszter)              | - kormányzati stratégiák kidolgozása - kormánybiztosok tevékenységének összehangolása - társadalompolitika - anyakönyvi és állampolgársági ügyek                                             |
| 13. | Nemzetgazdasági Minisztérium                                                                       | 1011 Budapest, Vám utca 5-7.                  | Nagy Márton (nemzetgazdasági miniszter)                                | - pénz-, tőke- és biztosítási piac szabályozása - gazdaságfejlesztés - lakáspolitika - állami vagyon felügyelet - postaügyek                                                                 |
| 14. | Pénzügyminisztérium (2024. december 31-én megszűnt és beleolvadt a Nemzetgazdasági Minisztériumba) | 1051 Budapest, József nádor tér 2-4.          | Varga Mihály (pénzügyminiszter)                                        | - adópolitika - nemzetközi pénzügyi kapcsolattartás az OECD, a Nemzetközi Valutaalap és a Világbank tekintetében - állami vagyon felügyelet - nyugdíjpolitika                                |

## Korábbi minisztériumok

### A törvényváltozások tendenciája
A Magyarország 1989 utáni történetében a kezdetektől jellemző volt, hogy az országgyűlési választások után a kormánytöbbség vagy új törvényt alkotott, vagy a meglevő törvényt módosította. Két országgyűlési választás közötti módosítás viszonylag ritka.

### 1990. évi XXX. törvény
A Magyar Köztársaság minisztériumainak felsorolásáról szóló 1990. évi XXX. törvény 1. §-a szerint a Magyar Köztársaság minisztériumai a következők voltak:
1. Belügyminisztérium
2. Földművelésügyi Minisztérium
3. Honvédelmi Minisztérium
4. Igazságügyi Minisztérium
5. Ipari és Kereskedelmi Minisztérium
6. Környezetvédelmi Minisztérium
7. Közlekedési és Hírközlési Minisztérium
8. Külügyminisztérium
9. Munkaügyi Minisztérium
10. Művelődési és Közoktatási Minisztérium
11. Nemzetközi Gazdasági Kapcsolatok Minisztériuma
12. Népjóléti Minisztérium
13. Pénzügyminisztérium

### 1990. évi LXVIII. törvény
A kormányzati munkamegosztás megváltozásával összefüggésben egyes törvények módosításáról szóló 1990. évi LXVIII. törvény a minisztériumok elnevezését két kivétellel nem változtatta meg, csupán bizonyos hatásköri kérdéseket rendezett.
Az 1990. évi LXVIII. törvény 8. § (1) bekezdése alapján 1990. szeptember 15-től a Közlekedési és Hírközlési Minisztérium új neve az új feladatkör alapján Közlekedési, Hírközlési és Vízügyi Minisztérium, a Környezetvédelmi Minisztérium új neve az új feladatkör alapján Környezetvédelmi és Területfejlesztési Minisztérium lett.

### 1994. évi LVI. törvény
A Magyar Köztársaság minisztériumainak felsorolásáról szóló 1990. évi XXX. törvény módosításáról rendelkező 1994. évi LVI. törvény 1. §-a szerint a Magyar Köztársaság minisztériumai a következők voltak:
1. Belügyminisztérium
2. Földművelésügyi Minisztérium
3. Honvédelmi Minisztérium
4. Igazságügyi Minisztérium
5. Ipari és Kereskedelmi Minisztérium
6. Környezetvédelmi és Területfejlesztési Minisztérium
7. Közlekedési, Hírközlési és Vízügyi Minisztérium
8. Külügyminisztérium
9. Munkaügyi Minisztérium
10. Művelődési és Közoktatási Minisztérium
11. Népjóléti Minisztérium
12. Pénzügyminisztérium

### 1996. évi LXXIV. törvény
A Magyar Köztársaság minisztériumainak felsorolásáról szóló 1990. évi XXX. törvény módosításáról rendelkező 1996. évi LXXIV. törvény szerint az Ipari és Kereskedelmi Minisztérium elnevezés helyébe az Ipari, Kereskedelmi és Idegenforgalmi Minisztérium lépett.

### 1998. évi XXXVI. törvény
A Magyar Köztársaság minisztériumainak felsorolásáról szóló 1998. évi XXXVI. törvény 1. §-a szerint a Magyar Köztársaság minisztériumai a következők voltak:
1. Belügyminisztérium
2. Szociális és Családügyi Minisztérium
3. Egészségügyi Minisztérium
4. Földművelésügyi és Vidékfejlesztési Minisztérium
5. Gazdasági Minisztérium
6. Honvédelmi Minisztérium
7. Igazságügyi Minisztérium
8. Környezetvédelmi Minisztérium
9. Közlekedési, Hírközlési és Vízügyi Minisztérium
10. Külügyminisztérium
11. Nemzeti Kulturális Örökség Minisztériuma
12. Oktatási Minisztérium
13. Pénzügyminisztérium

Ahol 1998. évi XXXVI. törvény hatálybalépését megelőzően kiadott jogszabály
- Művelődési és Közoktatási Minisztériumot, művelődési és közoktatási minisztert említ, ott a kulturális ágazat irányításával kapcsolatosan Nemzeti Kulturális Örökség Minisztériumát, illetve nemzeti kulturális örökség miniszterét, egyéb esetekben Oktatási Minisztériumot, illetőleg oktatási minisztert,
- Népjóléti Minisztériumot, népjóléti minisztert említ, ott az egészségügyi ágazat irányításával kapcsolatosan Egészségügyi Minisztériumot, illetőleg egészségügyi minisztert, egyéb esetekben Szociális és Családügyi Minisztériumot, illetőleg szociális és családügyi minisztert;
- Munkaügyi Minisztériumot, munkaügyi minisztert említ, ott - a szakképzés kivételével - Szociális és Családügyi Minisztériumot, illetőleg szociális és családügyi minisztert, a szakképzés irányításának koordinálásával kapcsolatosan Oktatási Minisztériumot, illetőleg oktatási minisztert,
- Földművelésügyi Minisztériumot, földművelésügyi minisztert említ, ott Földművelésügyi és Vidékfejlesztési Minisztériumot, illetőleg földművelésügyi és vidékfejlesztési minisztert,
- Környezetvédelmi és Területfejlesztési Minisztériumot, környezetvédelmi és területfejlesztési minisztert említ, ott a területfejlesztés és építésügy - a műemlékvédelem kivételével - ágazati irányításával kapcsolatosan Földművelésügyi és Vidékfejlesztési Minisztériumot, illetőleg földművelésügyi és vidékfejlesztési minisztert, a műemlékvédelem ágazati irányításával kapcsolatosan Nemzeti Kulturális Örökség Minisztériumát, illetve nemzeti kulturális örökség miniszterét, egyéb esetekben Környezetvédelmi Minisztériumot, illetve környezetvédelmi minisztert,
- Ipari, Kereskedelmi és Idegenforgalmi Minisztériumot, ipari, kereskedelmi és idegenforgalmi minisztert említ, ott Gazdasági Minisztériumot, illetőleg gazdasági minisztert kell érteni.[8]

### 2000. évi LXXXIX. törvény
A Közlekedési, Hírközlési és Vízügyi Minisztérium elnevezés a feladatkör változásának megfelelően Közlekedési és Vízügyi Minisztériumra változott.

### 2002. évi XI. törvény
A Magyar Köztársaság minisztériumainak felsorolásáról szóló 2002. évi XI. törvény 1. §-a szerint a Magyar Köztársaság minisztériumai a következők voltak:
1. Belügyminisztérium,
2. Egészségügyi, Szociális és Családügyi Minisztérium
3. Foglalkoztatáspolitikai és Munkaügyi Minisztérium
4. Földművelésügyi és Vidékfejlesztési Minisztérium
5. Gazdasági és Közlekedési Minisztérium
6. Gyermek-, Ifjúsági és Sportminisztérium
7. Honvédelmi Minisztérium
8. Igazságügyi Minisztérium
9. Informatikai és Hírközlési Minisztérium
10. Környezetvédelmi és Vízügyi Minisztérium
11. Külügyminisztérium
12. Nemzeti Kulturális Örökség Minisztériuma
13. Oktatási Minisztérium
14. Pénzügyminisztérium

### 2003. évi XXVII. törvény
2003. évi XXVII. törvény a Magyar Köztársaság minisztériumainak felsorolásáról szóló 2002. évi XI. törvény módosításáról.

### 2004. évi XCV. törvény
2004. évi XCV. törvény a Magyar Köztársaság minisztériumainak felsorolásáról szóló 2002. évi XI. törvény módosításáról az Egészségügyi, Szociális és Családügyi Minisztérium és a Gyermek-, Ifjúsági és Sportminisztérium helyére Egészségügyi Minisztériumot és Ifjúsági, Családügyi, Szociális és Esélyegyenlőségi Minisztériumot hozott létre.

### 2006. évi LV. törvény
A Magyar Köztársaság minisztériumainak felsorolásáról szóló 2006. évi LV. törvény 1. §-a szerint a Magyar Köztársaság minisztériumai a következők voltak:
1. Egészségügyi Minisztérium
2. Földművelésügyi és Vidékfejlesztési Minisztérium
3. Gazdasági és Közlekedési Minisztérium
4. Honvédelmi Minisztérium
5. Igazságügyi és Rendészeti Minisztérium
6. Környezetvédelmi és Vízügyi Minisztérium
7. Külügyminisztérium
8. Oktatási és Kulturális Minisztérium
9. Önkormányzati és Területfejlesztési Minisztérium
10. Pénzügyminisztérium
11. Szociális és Munkaügyi Minisztérium

### 2008. évi XX. törvény
A 2008. évi XX. törvény a Magyar Köztársaság minisztériumainak felsorolásáról szóló 2006. évi LV. törvény módosításáról
Ezen törvény alapján szűnt meg a Gazdasági és Közlekedési Minisztérium valamint a Önkormányzati és Területfejlesztési Minisztérium
Az alábbi minisztériumok jöttek létre:
1. Közlekedési, Hírközlési és Energiaügyi Minisztérium
2. Nemzeti Fejlesztési és Gazdasági Minisztérium
3. Önkormányzati Minisztérium

### A 2010. évi XLII. törvény
A második Orbán-kormány előterjesztésére fogadta el az Országgyűlés a Magyar Köztársaság minisztériumainak felsorolásáról szóló 2010. évi XLII. törvényt, amelynek 1. §-a szerint a minisztériumok a következők:
1. Belügyminisztérium
2. Honvédelmi Minisztérium
3. Közigazgatási és Igazságügyi Minisztérium
4. Külügyminisztérium
5. Nemzetgazdasági Minisztérium
6. Emberi Erőforrások Minisztériuma[10] (2012. május 14-ig Nemzeti Erőforrás Minisztérium[11])
7. Nemzeti Fejlesztési Minisztérium
8. Vidékfejlesztési Minisztérium

### Értelmező szabályok
Mivel a minisztériumok számának és hatáskörének megváltozása számos korábbi jogszabályt érint, a törvény 2. §-ának (1) bekezdése előírja, hogy ahol a 2010. évi XLII. törvény hatálybalépését megelőzően kiadott jogszabály
- Egészségügyi Minisztériumot, illetve egészségügyi minisztert említ, ott Nemzeti Erőforrás Minisztériumot, illetve nemzeti erőforrás minisztert,
- Földművelésügyi és Vidékfejlesztési Minisztériumot, illetve földművelésügyi és vidékfejlesztési minisztert említ, ott Vidékfejlesztési Minisztériumot, illetve vidékfejlesztési minisztert,
- Igazságügyi és Rendészeti Minisztériumot, illetve igazságügyi és rendészeti minisztert említ, ott
- az áldozatsegítéssel, a bűncselekmények megelőzésével, a büntetés-végrehajtással, a határrendészettel, az idegenrendészettel és menekültüggyel, a közlekedésrendészettel, a közterület-felügyelet szabályozásával, a külföldiek társadalmi beilleszkedésének elősegítésével, a külföldre utazás szabályozásával, a rendészettel, a szabálysértési szabályozással, a közbiztonsággal, az élet- és vagyonbiztonság védelmével kapcsolatos feladatok tekintetében Belügyminisztériumot, illetve belügyminisztert,
- az állampolgársági ügyekkel, az anyakönyvi ügyekkel, az igazságüggyel, a kárpótlással, a személyiadat- és lakcímnyilvántartással, valamint a közigazgatás fejlesztésért való felelősségével kapcsolatos feladatok tekintetében Közigazgatási és Igazságügyi Minisztériumot, illetve közigazgatási és igazságügyi minisztert,
- Környezetvédelmi és Vízügyi Minisztériumot, illetve környezetvédelmi vagy vízügyi minisztert említ, ott Vidékfejlesztési Minisztériumot, illetve vidékfejlesztési minisztert,
- Közlekedési, Hírközlési és Energiaügyi Minisztériumot, illetve közlekedési, hírközlési és energiaügyi minisztert említ, ott Nemzeti Fejlesztési Minisztériumot, illetve nemzeti fejlesztési minisztert,
- Miniszterelnöki Hivatalt, illetve miniszterelnöki hivatalt vezető minisztert említ, ott
- a kormányzati tevékenység összehangolásával, a közigazgatási minőségpolitikáért és személyzet-politikáért, továbbá a közigazgatási informatika részeként az e-közigazgatásért való felelősségével kapcsolatos feladatok, valamint a miniszterelnöki döntésekkel kapcsolatos igazgatási feladatok tekintetében Közigazgatási és Igazságügyi Minisztériumot, illetve közigazgatási és igazságügyi minisztert,
- az audiovizuális politikáért, az informatikáért és a közigazgatási informatika infrastrukturális megvalósíthatóságának biztosításáért, valamint az elektronikus hírközlésért való felelősségével kapcsolatos feladatok tekintetében Nemzeti Fejlesztési Minisztériumot, illetve nemzeti fejlesztési minisztert,
- Nemzeti Fejlesztési és Gazdasági Minisztériumot, illetve nemzeti fejlesztési és gazdasági minisztert említ, ott
- gazdaságpolitikáért, az iparügyekért, a kereskedelemért, a külgazdaságért, a kutatás-fejlesztéssel és technológiai innovációért való felelősségével kapcsolatos feladatok tekintetében Nemzetgazdasági Minisztériumot, illetve nemzetgazdasági minisztert,
- a fejlesztéspolitikáért és a fejlesztési célelőirányzatok kezeléséért, szabályozásáért és ellenőrzéséért, a területfejlesztésért és az űrkutatásért való felelősségével kapcsolatos feladatok tekintetében Nemzeti Fejlesztési Minisztériumot, illetve nemzeti fejlesztési minisztert,
- az építésügyért, a területrendezésért, a településfejlesztésért és településrendezésért, valamint település-üzemeltetésért való felelősségével kapcsolatos feladatok tekintetében Belügyminisztériumot, illetve belügyminisztert,
- Oktatási és Kulturális Minisztériumot, illetve oktatási és kulturális minisztert említ, ott
- az oktatásért, a tudománypolitikai koordinációért és a kultúráért való felelősséggel kapcsolatos feladatok tekintetében Nemzeti Erőforrás Minisztériumot, illetve nemzeti erőforrás minisztert,
- az egyházakkal való kapcsolattartás koordinációjával kapcsolatos feladatok tekintetében Közigazgatási és Igazságügyi Minisztériumot, illetve közigazgatási és igazságügyi minisztert,
- Önkormányzati Minisztériumot, illetve önkormányzati minisztert említ, ott
- a helyi önkormányzatok törvényességi ellenőrzéséért, a köziratok kezelésének szakmai irányításáért, a választójogi és népszavazási szabályozásért, a választások és népszavazások lebonyolításáért, továbbá a közigazgatás-szervezésért való felelősségével kapcsolatos feladatok tekintetében Közigazgatási és Igazságügyi Minisztériumot, illetve közigazgatási és igazságügyi minisztert,
- a helyi önkormányzatokért, a katasztrófák elleni védekezésért való felelősségével kapcsolatos feladatok tekintetében Belügyminisztériumot, illetve belügyminisztert,
- a sportpolitikáért való felelősségével kapcsolatos feladatok tekintetében Nemzeti Erőforrás Minisztériumot, illetve nemzeti erőforrás minisztert,
- a turizmusért, illetve idegenforgalomért, a vendéglátásért, a lakásgazdálkodásért és lakáspolitikáért való felelősségével kapcsolatos feladatok tekintetében Nemzetgazdasági Minisztériumot, illetve nemzetgazdasági minisztert,
- Pénzügyminisztériumot, illetve pénzügyminisztert említ, ott
- az államháztartással, az adópolitikával, a gazdaságpolitika makrogazdasági szabályozásával, a számviteli szabályozással, a pénz-, tőke- és biztosítási piac szabályozásával, a nemzetközi pénzügyi kapcsolatokkal, a nyugdíjjárulék és nyugdíjbiztosítási járulék-fizetés szabályozásával, valamint az egészségbiztosítási járulékfizetés szabályozásával kapcsolatos feladatok tekintetében Nemzetgazdasági Minisztériumot, illetve nemzetgazdasági minisztert,
- az állami vagyonnal való gazdálkodás szabályozásáért és az állami vagyon felügyeletéért való felelősséggel kapcsolatos feladatok tekintetében Nemzeti Fejlesztési Minisztériumot, illetve nemzeti fejlesztési minisztert,
- Szociális és Munkaügyi Minisztériumot, illetve szociális és munkaügyi minisztert említ, ott
- a szociális és nyugdíjpolitikával, a családpolitikával, a kábítószer-megelőzéssel és kábítószerügyi koordinációs feladatokkal, a gyermek- és ifjúságvédelemmel, a gyermek- és ifjúságpolitikával, a társadalmi esélyegyenlőség előmozdításának részeként a fogyatékosok esélyegyenlőségének előmozdításáért való felelősségével kapcsolatos feladatok tekintetében Nemzeti Erőforrás Minisztériumot, illetve nemzeti erőforrás minisztert,
- a foglalkoztatáspolitikával, a szakképzéssel és felnőttképzéssel, a fogyasztóvédelemmel és a társadalmi párbeszéddel kapcsolatos feladatok tekintetében Nemzetgazdasági Minisztériumot, illetve nemzetgazdasági minisztert,
- a társadalmi esélyegyenlőség előmozdításának részeként az egyenlő bánásmód biztosításáért, a romák társadalmi integrációjáért és a társadalmi és civil kapcsolatok fejlesztéséért való felelősséggel kapcsolatos feladatok tekintetében Közigazgatási és Igazságügyi Minisztériumot, illetve közigazgatási és igazságügyi minisztert,
- társadalompolitika összehangolásáért felelős tárca nélküli minisztert, illetve társadalompolitikai minisztert említ, ott Közigazgatási és Igazságügyi Minisztériumot, illetve közigazgatási és igazságügyi minisztert,
- polgári nemzetbiztonsági szolgálatokat irányító tárca nélküli minisztert említ, ott
- a polgári hírszerzési tevékenység kivételével a polgári nemzetbiztonsági szolgálatok irányításával, a Szervezett Bűnözés Elleni Koordinációs Központ irányításáért való felelősséggel kapcsolatos feladatok tekintetében Belügyminisztériumot, valamint belügyminisztert,
- a minősített adatok védelmének szakmai felügyeletével kapcsolatos feladatok tekintetében Közigazgatási és Igazságügyi Minisztériumot, illetve közigazgatási és igazságügyi minisztert,
- a polgári hírszerzési tevékenység irányításával kapcsolatos feladatok tekintetében Külügyminisztériumot, illetve külügyminisztert

kell érteni.
A Miniszterelnökség, mint központi államigazgatási szerv a Közigazgatási és Igazságügyi Minisztériumból kiválással jön létre. Amennyiben a 2. § (1) bekezdése eltérően nem rendelkezik, a jogszabályban meghatározott feladatok és hatáskörök tekintetében jogutódnak
- a Miniszterelnöki Hivatal esetén a Közigazgatási és Igazságügyi Minisztériumot,
- az Igazságügyi és Rendészeti Minisztérium esetén a Belügyminisztériumot,
- a Nemzeti Fejlesztési és Gazdasági Minisztérium esetén a Nemzetgazdasági Minisztériumot,
- az Oktatási és Kulturális Minisztérium esetén a Nemzeti Erőforrás Minisztériumot,
- az Önkormányzati Minisztérium esetén a Közigazgatási és Igazságügyi Minisztériumot,
- a Pénzügyminisztérium esetén a Nemzetgazdasági Minisztériumot,
- a Szociális és Munkaügyi Minisztérium esetén a Nemzeti Erőforrás Minisztériumot

kell tekinteni.

### 2014. évi XX. törvény
A harmadik Orbán-kormány előterjesztésére megalkotott törvényi felsorolást a Magyarország minisztériumainak felsorolásáról szóló 2014. évi XX. törvény tartalmazza. Ez a törvény 2014. június 6-án lépett hatályba. A törvény 2015. októberében módosult. Létrejött a nem szakminisztériumi jellegű Miniszterelnöki Kabinetiroda, amelynek élén miniszter áll.
Ezek szerint Magyarország minisztériumai
- a Miniszterelnökség, mint elsősorban az állam tevékenységének kormányzati, valamint a Kormány társadalompolitikai tevékenységének összehangolását ellátó minisztérium,
- a Miniszterelnöki Kabinetiroda, mint elsősorban általános politikai koordinációt ellátó minisztérium,
- a szakpolitikai feladatokat ellátó minisztériumok.[15]

A szakpolitikai feladatokat ellátó minisztériumok a következők:
1. Belügyminisztérium,
2. Emberi Erőforrások Minisztériuma,
3. Földművelésügyi Minisztérium,
4. Honvédelmi Minisztérium,
5. Igazságügyi Minisztérium,
6. Külgazdasági és Külügyminisztérium,
7. Nemzetgazdasági Minisztérium,
8. Nemzeti Fejlesztési Minisztérium.

### 2018. évi V. törvény
2018. május 18-án lépett hatályba a 2018. évi V. törvény Magyarország minisztériumainak felsorolásáról, valamint egyes kapcsolódó törvények módosításáról.
Magyarország minisztériumai a következők:
1. Agrárminisztérium,
2. Belügyminisztérium,
3. Emberi Erőforrások Minisztériuma,
4. Honvédelmi Minisztérium,
5. Igazságügyi Minisztérium,
6. Innovációs és Technológiai Minisztérium,
7. Külgazdasági és Külügyminisztérium,
8. Miniszterelnöki Kabinetiroda,
9. Miniszterelnökség,
10. Pénzügyminisztérium.

A miniszterelnök politikai munkaszervezeteként működik a Miniszterelnöki Kabinetiroda.
A miniszterelnök kormányzati igazgatási munkaszervezeteként Miniszterelnöki Kormányiroda működik.